# Castell de Toixa
El castell de Toixa és una fortificació situada en un turó que domina  la població des del seu costat nord. És bé d'interès cultural amb anotació ministerial RI-51-0011542 de 25 d'octubre de 2006.
El castell se situa a 666  metres sobre el nivell del mar, en un petit turó de forma trapezoïdal d'uns 20 per 30 metres, que culmina en un esperó rocós inclinat que descendeix cap a l'est. Els costats sud i oest tenen les parets més verticals, mentre que al nord i est es componen d'antics bancals. És aquí on es troben les restes més nombrosos i ben conservats. Al peu del turó es troben restes d'estructures que pogueren ser successives línies emmurallades. La realització d'obres ha portat a la localització de gruixuts murs que podrien formar part d'una línia defensiva exterior. També s'han trobat sitges al vessant del turó.
Per un document atorgat a Terol el 22 d'abril de 1236 se sap que ja llavors existia el castell. A principis del segle XX el castell consta com destruït.